# Kemal Alispahić
Kemal Alispahić (13. ožujka 1965., Sarajevo) je bivši bosanskohercegovački nogometaš, danas nogometni trener.
Kao igrač nastupao je za klubove:
- Sarajevo
- Željezničar
- Sloboda (Užice)
- Duisburg
- Kayserispor
- Lausanne

Kao trener trenirao je sljedeće klubove:
- Sarajevo
- Saba Batery
- Mugan Salyen
- Jedinstvo (Bihać)
- Al-Ittihad Alep
- Tadžikistan
- FK Revan Azerbaijan